# Fran Silvestre
Fran Silvestre (* 5. Juli 1976 in Valencia, Spanien) ist ein spanischer Architekt und Hochschulprofessor.

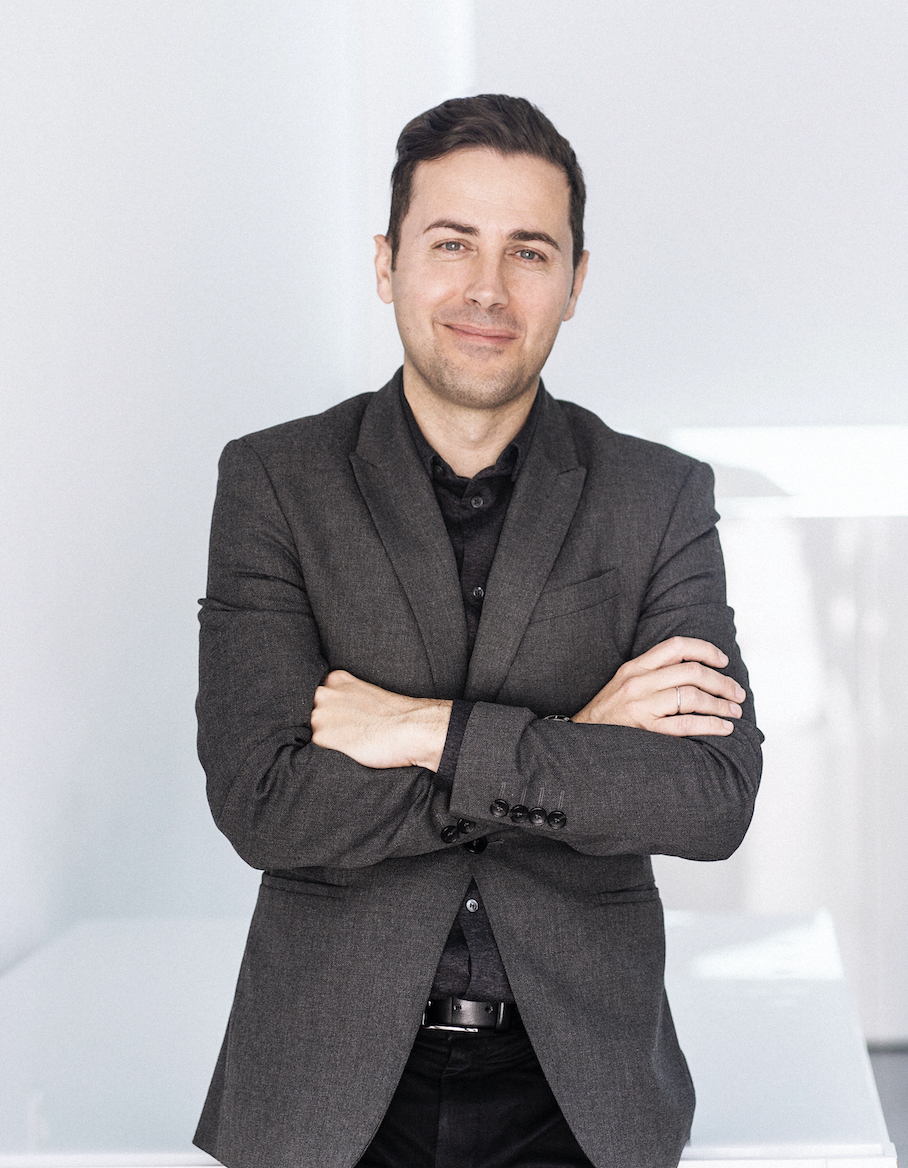
Fran Silvestre (2020)

## Werdegang
Fran Silvestre studierte Architektur an der Universitat Politècnica de València und Urbanismus an der Technischen Universität Eindhoven. Nach seiner Rückkehr begann er ein postgraduales Studium, das er 2016 mit seiner Dissertation abschloss, die sich mit Industriedesign und dessen Konzeption aus einer Produktionsperspektive befasste. Er arbeitete zwei Jahre bei Álvaro Siza und gründete 2004 ein Architekturbüro in Valencia. Sein Atelier befindet sich in der alten Werkstatt von Andreu Alfaro. Zudem ist er Professor der Universidad Politecnica de Valencia (seit 2006) und der Universidad Europea von Valencia (seit 2009). 2017 und 2018 erhielt er den Lehrstuhl Victor L. Regnier für eine Gastprofessur an der Kansas State University in den USA. Er lehrte 2018 an der Porto Academy.

## Preise
- Red Dot Design Award[7]
- German Design Award[8][9]
- Preis der Spanischen Architektur- und Stadtplanungsbiennale

## Projekte

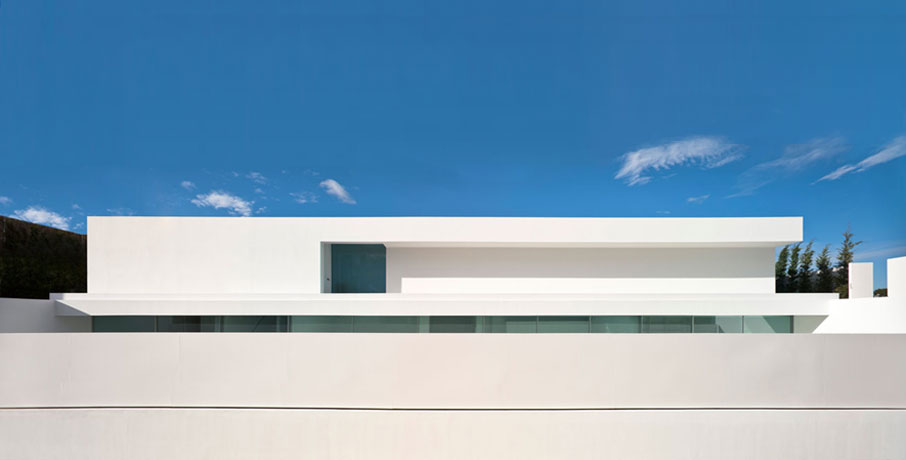
Atrium House

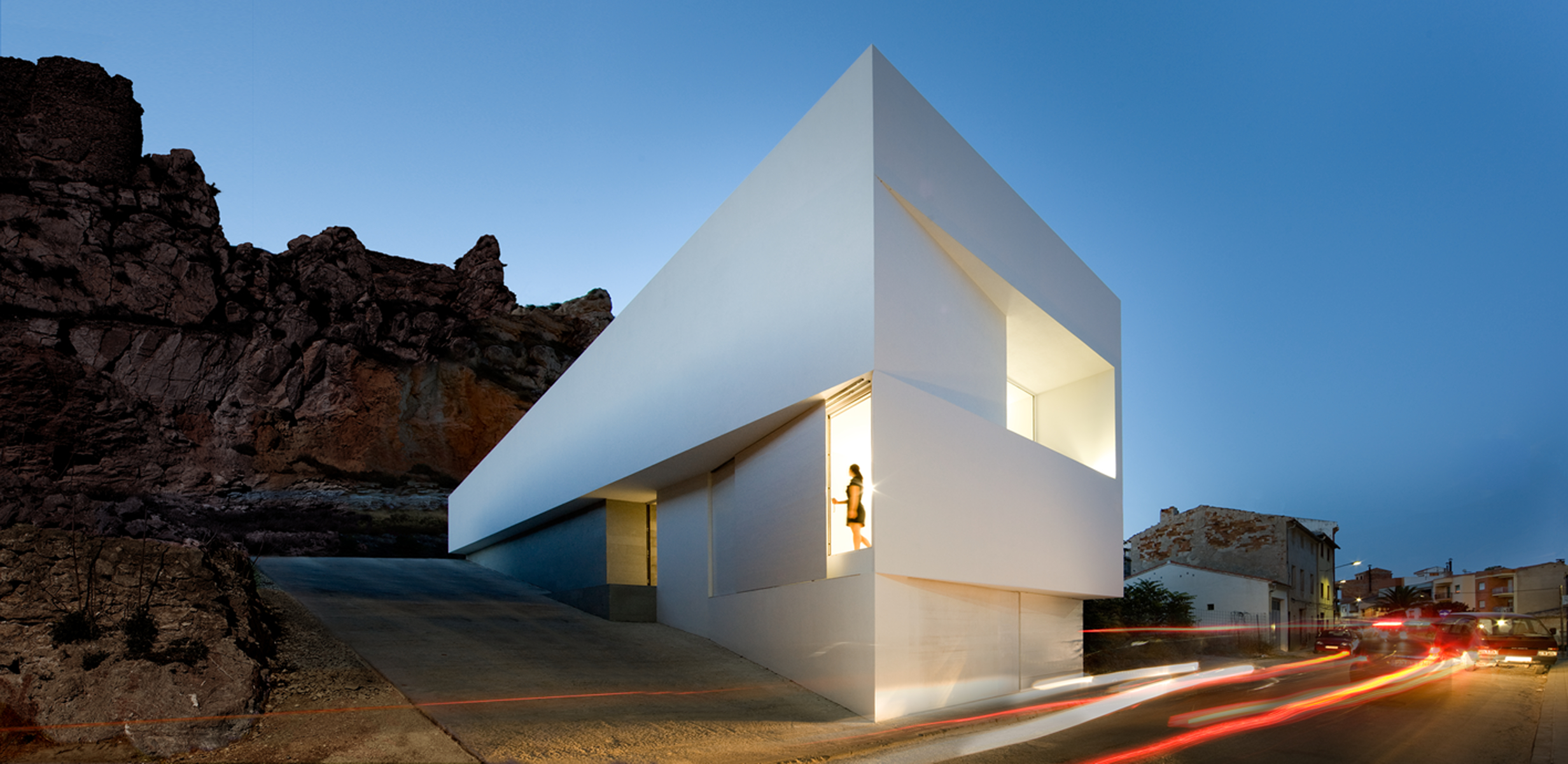
House at the mountainside of a Castle

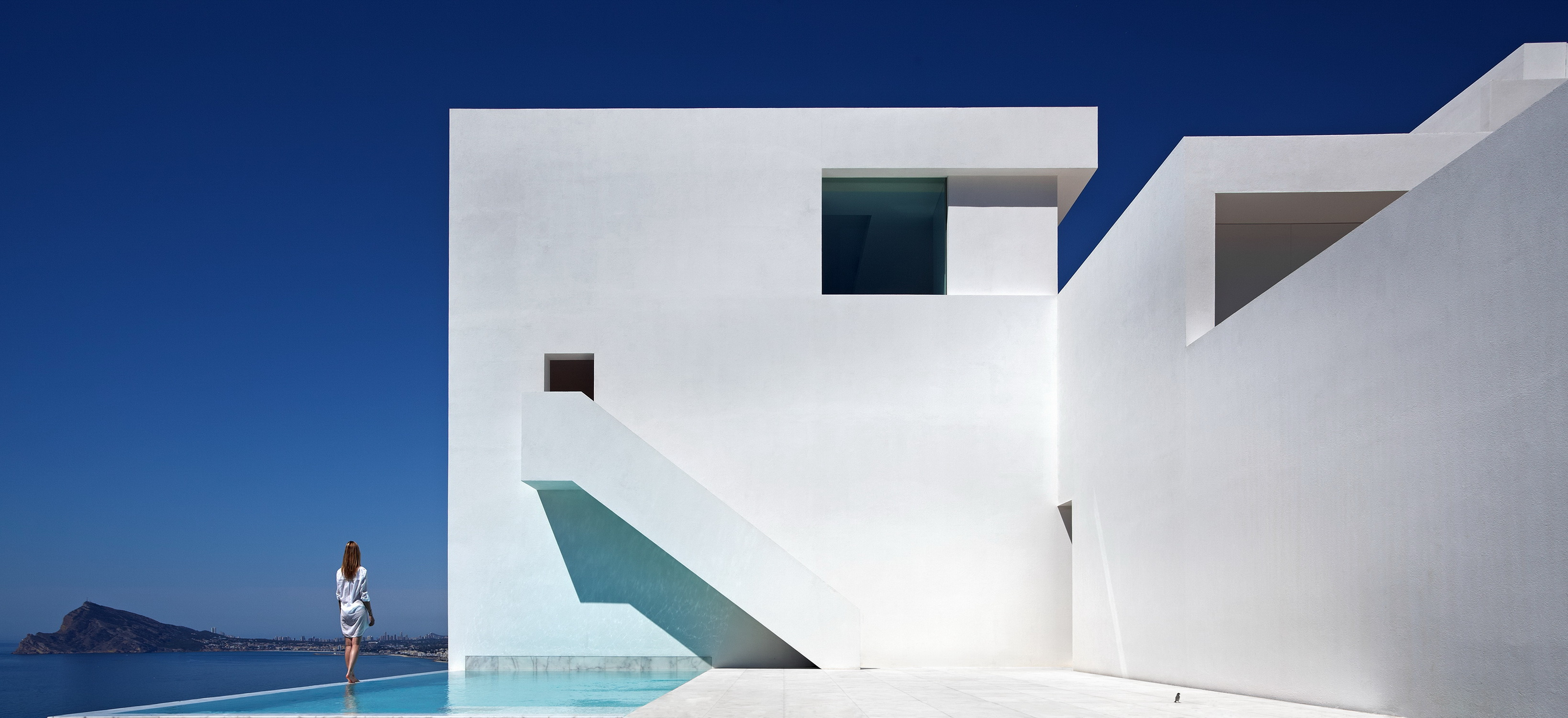
House on the cliff

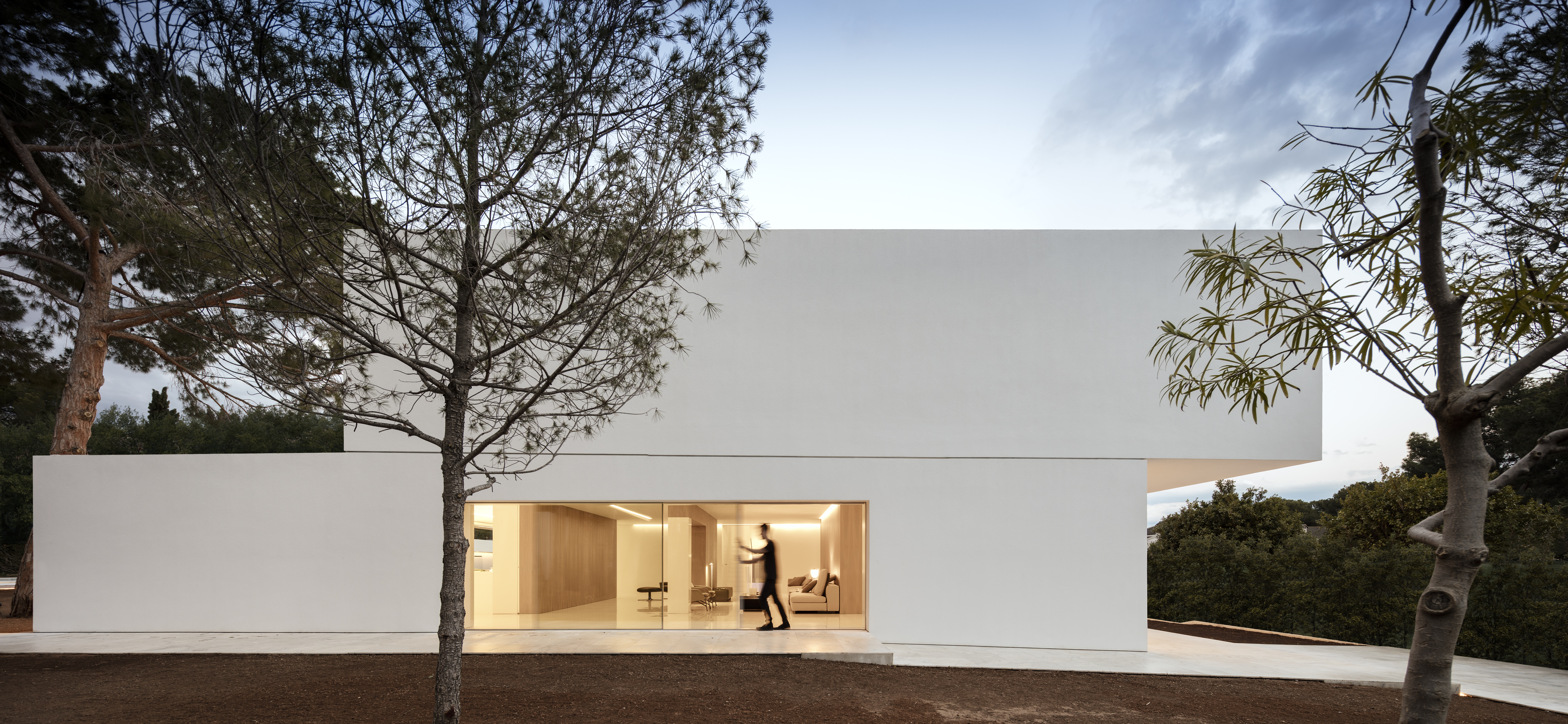
House between the Pine Forest

- Atrium House, Valencia, 2009, mit María José Sáez[10][11]
- House at the mountainside of a Castle, Ayora, 2010, mit María José Sáez[12]
- Eólica Wind Tower, 2011, mit María José Sáez, Projektpartner: Instituto tecnológico de la energía (ITE)[13]
- House on the cliff, Alicante, 2012, mit María José Sáez[14]
- Aluminium House, Madrid, 2013, mit María José Sáez, Jordi Martínez[15]
- Balint House, Bétera, 2014[16]
- House between the Pine Forest, 2016[17]
- Headquarters of the new offices ARV, Alicante, 2016[18]
- Hofmann House, Valencia, 2017, mit Estefanía Soriano[19]
- Petra Stone Atelier, Valencia, 2017, mit Ricardo Candela, Ruben March[20]
- House of Sand, Valencia, 2019, mit María Masià, Fran Ayala[21]
- Piera House, Burriana, 2021, mit Carlos Lucas, María Masià, Estefanía Soriano[22]
- The Empty House, Valencia, 2022, mit María Masià, Sevak Asatrián, Paco Chinesta[23]
- Sabater House, Alicante, 2023, mit Estefanía Soriano[24]

## Bücher
- a.mag 15 Fran Silvestre (en, es, pt), Amag Publisher, Matosinhos, 2019. ISBN 978-989-54098-7-7
- Philip Jodidio (Hg.): Fran Silvestre Architects. Rizzoli, New York 2023. ISBN 978-0-8478-7271-8